# Клапмютценталер

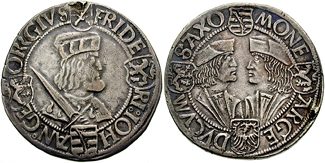
Клапмютценталер
Аверс: курфюрст Фридрих III
Реверс: Герцоги Иоганн Твёрдый и Георг Бородатый

Клапмютценталер (нем. Klappmützentaler) — народно-обиходное название саксонского гульденгрошена, который в больших количествах чеканился во время правления саксонского курфюрста Фридриха III с 1500 по 1525 год.

## Предпосылки появления
В 1486 году эрцгерцог Тироля Сигизмунд в связи с нехваткой золота и, в то же время, наличием серебряных рудников в своём государстве выпустил большую серебряную монету. По стоимости содержащегося в ней металла (31,7 г серебра 935 пробы) новая денежная единица была эквивалентна золотому рейнскому гульдену. По своей сути чеканка серебряного гульдена стала первой попыткой в Священной Римской империи заменить золотые монеты серебряными аналогами.
Новую монету называли «гульдинером» и «гульденгрошем». Появление крупной серебряной денежной единицы соответствовало нуждам торговли Европы того времени. Вначале крупные серебряные монеты выпускались мизерными тиражами и по своей сути являлись донативными, то есть подарочными.

## Характеристики монеты
Все монеты имели характерный дизайн. На аверсе помещалось изображение курфюрста Фридриха III. Реверс содержал погрудные портреты двух герцогов. На монетах 1500 года изображены дядя курфюрста Альбрехт Храбрый и брат-соправитель Иоганн. После смерти Иоганна на монетах стали помещать портрет его сына Георга Бородатого. Именно из-за характерных головных уборов родственников саксонского курфюрста монета и получила своё название. Шляпы с длинными волосами трёх саксонских властителей напоминали капюшон (нем. Klappmütze).
Клапмютценталеры чеканили на монетных дворах Аннаберга, Бухгольца, Лейпцига и Виттенберга. Из кёльнской марки (233,855 г) 937,5 пробы серебра чеканили 8 монет общей массой 29,23 г каждая, при содержании 27,4 г чистого серебра. Диаметр составлял до 45 мм. С 1505 года проба металла была снижена до 930,5. Для обращения стали чеканить гульденгрошены меньшего диаметра (около 40 мм) и большей толщины.

### Типы клапмютценталеров
За время чеканки клапмютценталеров с 1500 по 1525 годы для их производства было изготовлено 280 штемпелей. Учитывая, что в описываемое время они вырезались вручную, монеты, изготовленные с применением двух разных штемпелей, будут иметь незначительные различия.
Суммарно выделяют 3 монетных типа клапмютценталеров. Учитывая, что монеты не датированы, различия в изображениях помогают приблизительно определить время их производства. Начало чеканки датируется 15 мая 1500 года. В сентябре умер Альбрехт Храбрый. Соответственно, монеты с его изображением были выпущены в этот короткий период. С 1500 по 1507 год надписи на аверсе шли в последовательности «FRIDERICVS GEORGIVS IOHANNES», а с 1507 по 1525 год «FRIDERICVS IOHANNES GEORGIVS». Это изменение дизайна монеты было обусловлено взаимоотношениями между родственниками саксонского курфюрста. Совет правителя решил, что младший представитель альбертинской линии Веттинов Георг не должен быть впереди брата Фридриха Иоганна.
Кроме изображений монархов в определении даты чеканки клапмюнценталеров важную роль играют знаки медальерных мастеров. Работавшие на монетных дворах гравёры при создании штемпеля наносили на него знак, который по своей сути был эквивалентен подписи. Поэтому наличие знака медальерного мастера (крест, шестиконечная звезда и другие) помогают в определении как монетного двора, на котором была отчеканена монета, так и указывают на приблизительное время выпуска (время работы данного медальерного мастера).

## Влияние на денежное обращение

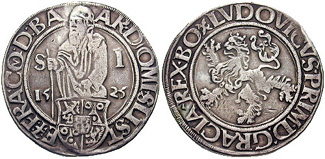
Иоахимсталер. Прообразом этой монеты, чьё название позже трансформировалось в денежную единицу «талер», был описываемый в статье саксонский гульденгрошен

Содержание в клапмюнценталере 27,4 г чистого серебра было выбрано не случайно. При соотношении стоимости серебра к золоту на то время, как 10,8 к 1, стоимость этой монеты полностью соответствовала стоимости рейнского гольдгульдена, содержащего 2,54 г золота.
Взаимоотношение между различными денежными единицами в Саксонии того времени было следующим: 1 гульден (золотой или серебряный, то есть клапмютценталер) = 2 полугульденам = 7 шреккенбергерам = 21 податным грошенам (нем. zinsgroschen) = 42 полугрошенам = 252 пфеннигам = 504 геллерам.
В отличие от других гульденгрошенов, которые выпускались мизерными тиражами и по своей сути являлись донативными, то есть подарочными монетами, клапмюнценталеры уже являлись реальным платёжным средством. Именно клапмюнценталеры стали прообразом крупной серебряной монеты, которую с 1520 года начали чеканить громадными по средневековым меркам тиражами в Иоахимстале. Новые монеты иоахимсталеры распространились по всей Европе и получили название «талеров». Это название позже перешло на все типы гульденгрошенов, в том числе и на свой саксонский прообраз. В народе из-за особенностей шляп изображённых монархов монета получила название клапмютценталера. В других странах «талер» трансформировался в доллар, дальдер, дальдре, далер, таллеро, талари, толар, таляр. По образцу талеров чеканились такие монеты, как песо, пиастр, экю, крона, рубль и многие другие.